# 上山藩鼓笛楽隊
上山藩鼓笛楽隊（かみのやまはんこてきがくたい）は、戊辰の役の頃に上山藩でフランス式の軍隊調練を行った際に奉奏されたことが始まりと伝えられる鼓笛隊（軍楽隊）である。
この鼓笛隊は廃藩置県によって消滅したが、1927年（昭和2年）に復活した。「上山藩鼓笛楽」が1973年（昭和48年）に上山市の無形文化財に指定された。上山藩鼓笛楽保存会が継承にあたる。

## 歴史
結成年は不明である。上山藩では、文久・慶応年間に洋式銃を採用しており、調練にドラムを用いたことは、1866年（慶応2年）に藩士渡辺籐左が筆者した『歩操新式鼓譜』が残っていることも明らかだが、鼓笛隊の設立や「維新マーチ」がいつ伝わったのかを示す文献は残っていない。
少なくとも1868年（慶応4年）4月の上山藩の兵士リストには11人の鼓手を確認できるが、笛は確認できない。
同時期に天童藩が先導する奥羽鎮撫使の軍楽隊が、仙台から山形に入り上山城を経由しているので、天童と同じように奥羽鎮撫使の軍楽隊から伝習したか、それ以降の半年間に及ぶ東北戊辰戦争の間に学習したかであろう。

## 上山藩鼓笛楽保存会
毎月練習会を行い、月岡神社の例大祭や秋の大祭で奉奏するとともに各種イベントにも参加している。また、伝統ある鼓笛楽を次世代に伝えるため、指導者の奏楽をCDやDVDに記録保存している。

## 上山藩鼓笛楽

### 曲構成
次の4曲によって成り立つ。
- 早足ノ曲[3]
上山藩の軍隊が出陣行進の際に奉奏したものである。上山秋祭りでは神輿渡御の行列行進の主として演奏されている。
- 遅足ノ曲[3]
上山藩の軍隊が帰国の際に演奏したものである。上山秋祭りでは、御神輿行列が社に帰還した時などで演奏する。
- 礼式ノ曲[3]
この曲は、神前祝詞祈願文奏上・秋祭りのとき奏楽する。
- 駈足ノ曲[3]
戦闘の際の敵前士気高揚の曲のため早い演奏リズムである。秋祭り等通常のイベントでは演奏していない。

### 楽器
1. 篠笛（七穴・七本調子）
2. 小太鼓
3. 大太鼓

を、使用している。